# 싱가포르 MRT 크로스아일랜드선

싱가포르 MRT 크로스아일랜드선(Cross Island MRT line, CRL)은 싱가포르에서 개발 중인 MRT(Mass Rapid Transit) 노선이다. 이 노선은 창이에서 로양, 파시르리스, 하우강, 세랑군노스, 앙모키오, 신밍, 부킷 티마, 클레멘티 및 웨스트코스트를 거쳐 주롱 인더스트리얼 이스테이트(Jurong Industrial Estate)까지 동서 방향으로 운행된다. 파시르리스에서 노선은 풍골(Punggol)까지 분기된다. 58킬로미터(36마일) 노선은 2040년대까지 완전 개통되면 MRT 네트워크에서 가장 긴 노선인 이스트웨스트선을 대체하여 약 27개 역을 서비스하게 된다.
이 노선에 대한 계획은 2013년에 처음 발표되었다. CRL은 주롱 호수 지구와 풍골 디지털 지구를 포함한 다양한 주요 허브에 서비스를 제공하고 동서 노선의 승객 부담을 완화하기 위한 대안적인 동서 연결을 제공할 계획이다. 발표 직후 일부 자연 보호 단체에서는 라인 터널을 중앙 집수 자연 보호 구역(CCNR)에서 벗어나도록 요청했다. 그럼에도 불구하고 정부는 수년간의 평가와 심의 끝에 출퇴근 시간과 경제적 요인, 장기적인 에너지 소비 등을 이유로 2019년에도 기존 직행 노선을 계속 운영하기로 최종 결정했다. CRL1의 선형 및 역은 2019년에 확정되었고 풍골 지점은 2020년, 2단계는 2022년에 완료되었다. 제안된 전체 노선은 장기적으로 일일 승객 수가 100만 명이 넘을 것으로 예상되며 비용은 약 S 407억 달러에 달하는 것으로 추정된다.